# Seniorverdensmesterskab i skak
Seniorverdensmesterskabet i skak er en skakturnering som er afholdt årligt af FIDE, det internationale skakforbund, siden 1991. Deltagerne skal være fyldt 60 år senest i det år, hvor mesterskabet afholdes. Både mænd og kvinder kan deltage. Seniorverdensmesterskabet i skak for kvinder er en selvstændig turnering, som kun er for kvinder, som er fyldt 50 år.
Seniorverdensmesterskabet er arrangeret efter svejtser-systemet med 11 runder. Det er en åben turnering, hvortil de nationale skakforbund må sende så mange spillere som de vil. Den separate kvinde-turnering afholdes hvis der er nok tilmeldte kvinder (mindst 12 kvinder fra fire forskellige FIDE-zoner). Vinderen af den åbne turnering tildeles titlen stormester hvis han (eller hun) ikke allerede har den. Vinderen af verdensmesterskabet for kvinder får titlen kvindestormester, hvis hun ikke allerede har den.

## Vindere
| #  | År   | By                               | Det åbne mesterskab                          | Kvindemesterskabet              |  |
| -- | ---- | -------------------------------- | -------------------------------------------- | ------------------------------- |  |
| 1  | 1991 | Bad Wörishofen (Tyskland)        | Vasily Smyslov (Rusland)                     | Eve Ladanyike-Karakas (Ungarn)  |  |
| 2  | 1992 | Bad Wörishofen (Tyskland)        | Efim Geller (Rusland)                        | Eve Ladanyike-Karakas (Ungarn)  |  |
| 3  | 1993 | Bad Wildbad (Tyskland)           | Mark Tajmanov (Rusland)                      | Tatiana Zatulovskaya (Rusland)  |  |
| 4  | 1994 | Biel/Bienne (Schweiz)            | Mark Tajmanov (Rusland)                      | Eve Ladanyike-Karakas (Ungarn)  |  |
| 5  | 1995 | Bad Liebenzell (Tyskland)        | Evgeny Vasiukov (Rusland)                    | Nona Gaprindashvili (Georgien)  |  |
| 6  | 1996 | Bad Liebenzell (Tyskland)        | Alexey Suetin (Russia)                       | Valentina Kozlovskaya (Rusland) |  |
| 7  | 1997 | Bad Wildbad (Tyskland)           | Jānis Klovāns (Latvia)                       | Tatiana Zatulovskaya (Rusland)  |  |
| 8  | 1998 | Grieskirchen (Østrig)            | Vladimir Bagirov (Latvia)                    | Tamar Khmiadashvili (Georgien)  |  |
| 9  | 1999 | Gladenbach (Tyskland)            | Jānis Klovāns (Latvia)                       | Tamar Khmiadashvili (Georgien)  |  |
| 10 | 2000 | Rowy (Polen)                     | Oleg Chernikov (Rusland)                     | Elena Fatalibekova (Rusland)    |  |
| 11 | 2001 | Arco (Italien)                   | Jānis Klovāns (Latvia)                       | Elena Fatalibekova (Rusland)    |  |
| 12 | 2002 | Naumburg (Tyskland)              | Jusefs Petkevich (Letland)                   | Marta Litinskaya (Ukraine)      |  |
| 13 | 2003 | Bad Zwischenahn (Tyskland)       | Yuri Shabanov (Rusland)                      | Tamar Khmiadashvili (Georgien)  |  |
| 14 | 2004 | Halle, Sachsen-Anhalt (Tyskland) | Yuri Shabanov (Rusland)                      | Elena Fatalibekova (Rusland)    |  |
| 15 | 2005 | Lignano Sabbiadoro (Italien)     | Liuben Spassov (Bulgarien)                   | Ludmila Saunina (Rusland)       |  |
| 16 | 2006 | Arvier (Italien)                 | Viktor Korchnoi (Schweiz)                    | Ludmila Saunina (Rusland)       |  |
| 17 | 2007 | Gmunden (Østrig)                 | Algimantas Butnorius (Litauen)               | Hanna Ereńska-Barlo (Polen)     |  |
| 18 | 2008 | Bad Zwischenahn (Tyskland)       | Larry Kaufman (USA) og Mihai Suba (Rumænien) | Tamara Vilerte (Letland)        |  |
| 19 | 2009 | Condino (Italien)                | Mišo Cebalo (Kroatien)                       | Nona Gaprindashvili (Georgien)  |  |
| 20 | 2010 | Arco (Italien)                   | Anatoly Vaisser (Frankrig)                   | Tamar Khmiadashvili (Georgien)  |  |
| 21 | 2011 | Opatija (Kroatien)               | Vladimir Okhotnik (Frankrig)                 | Galina Strutinskaya (Rusland)   |  |
| 22 | 2012 | Kamena Vourla (Grækenland)       | Jens Kristiansen (Danmark)                   | Galina Strutinskaya (Rusland)   |  |
| 23 | 2013 | Opatija (Kroatien)               | Anatoly Vaisser (Frankrig)                   |                                 |  |